# Don Barclay (attore)
Donn Van Tassel Barclay (Ashland (Oregon), 26 dicembre 1892 – Palm Springs, 16 ottobre 1975) è stato un attore, artista e doppiatore statunitense.
Ha iniziato la sua carriera dividendosi tra l'arte visiva e la recitazione. Come attore, ha iniziato nel 1915 con numerosi cortometraggi. È anche stato molto attivo nel doppiaggio.

## Filmografia parziale
- L'ottava meraviglia (Once Upon a Time), regia di Alexander Hall (1944)
- Sinceramente tua (Practically Yours), regia di Mitchell Leisen (1944)
- Sfida infernale (My Darling Clementine), regia di John Ford (1946)
- Cenerentola (Cinderella), regia di Wilfred Jackson, Hamilton Luske e Clyde Geronimi (1950) - voce
- Alice nel Paese delle Meraviglie (Alice in Wonderland), regia di Wilfred Jackson, Hamilton Luske e Clyde Geronimi (1951) - voce
- Le avventure di Peter Pan (Peter Pan), regia di Wilfred Jackson, Hamilton Luske e Clyde Geronimi (1953) - voce
- La lunga linea grigia (The Long Grey Line), regia di John Ford (1955)
- La carica dei cento e uno (One Hundred and One Dalmatians), regia di Wolfgang Reitherman, Hamilton Luske e Clyde Geronimi (1961) - voce
- Mary Poppins, regia di Robert Stevenson (1964)
- Pomi d'ottone e manici di scopa (Bedknobs and Broomsticks), regia di Robert Stevenson (1971)

## Doppiatori italiani
- Gino Baghetti in Cenerentola (Araldo 1, ed.1950), Mary Poppins
- Renato Turi in Cenerentola (Araldo 2, ed.1950)
- Vinicio Sofia in Cenerentola (Araldo 3, ed.1950)
- Augusto Marcacci in Cenerentola (Araldo 1, ed.1967)
- Mario Mastria in Cenerentola (Araldo 2, ed.1967)
- Cesare Polacco in Le avventure di Peter Pan (1ª edizione)